# Свещеник
Свещеникът е служител, който извършва обредите в определена религия.

## Православно християнство
Православно богослужение могат да извършват само лица от мъжки пол, надлежно подготвени, избрани, ръкоположени и поставени за това.
В православието има три степени на служение: епископска, презвитерска (свещеническа) и дяконска. Свещеникът има право да извършва богослужения и всички тайнства, освен тайнството ръкополагане. Свещеникът се нарича още йерей или презвитер (πρεσβυτερος – старейшина; така се назовава свещеника в посланията на апостол Павел). Издигането в сан свещеник се извършва от архиерея (епископа) чрез тайнството ръкополагане.
Свещениците, които водят светски живот и имат право да сключат брак, се отнасят към бялото духовенство. Монасите не могат да сключат брак и се отнасят към монашеското духовенство.
Обръщенията към свещениците от бялото духовенство, в зависимост от техния сан, са:
| Титла                                          | Обръщение                  |
| ---------------------------------------------- | -------------------------- |
| Архиерейски наместник, протопрезвитер и иконом | Ваше Високоблагоговейнство |
| Протойерей                                     | Ваше Всеблагоговейнство    |
| Свещеник, протодякон и дякон                   | Ваше Благоговейнство       |
| Клисар, четец, свещоносец, певец               | Ваше Боголюбие             |

## Индуизъм
В индуизма свещенослужителите исторически са членове на кастата на брахманите. Свещениците са ръкополагани и преминават през обучение също така. Има два типа индуски свещеници – pujari и purohit-и. Pujari изпълняват ритуали в храм, докато pujari са често женени.
Purohit-ите от друга страна извършват ритуали извън храмовете, като в някои случаи purohit-ите могат да бъдат и pujari. И жени и мъже са ръкополагани като purohits и pujaris.